# Sværdfisken (1881)
Sværdfisken (ex-Torpedowiec nr 6) – duński torpedowiec z lat 80. XIX wieku. Okręt został zwodowany w 1881 roku w brytyjskiej stoczni John I. Thornycroft & Company w Chiswick i w tym samym roku przyjęto go do służby w Kongelige Danske Marine. Jednostka została skreślona z listy floty w 1919 roku.

## Projekt i budowa
Torpedowiec 1. klasy został zaprojektowany na duńskie zamówienie i zbudowany w brytyjskiej stoczni John I. Thornycroft & Company w Chiswick . Wodowanie odbyło się w 1881 roku.

## Dane taktyczno–techniczne

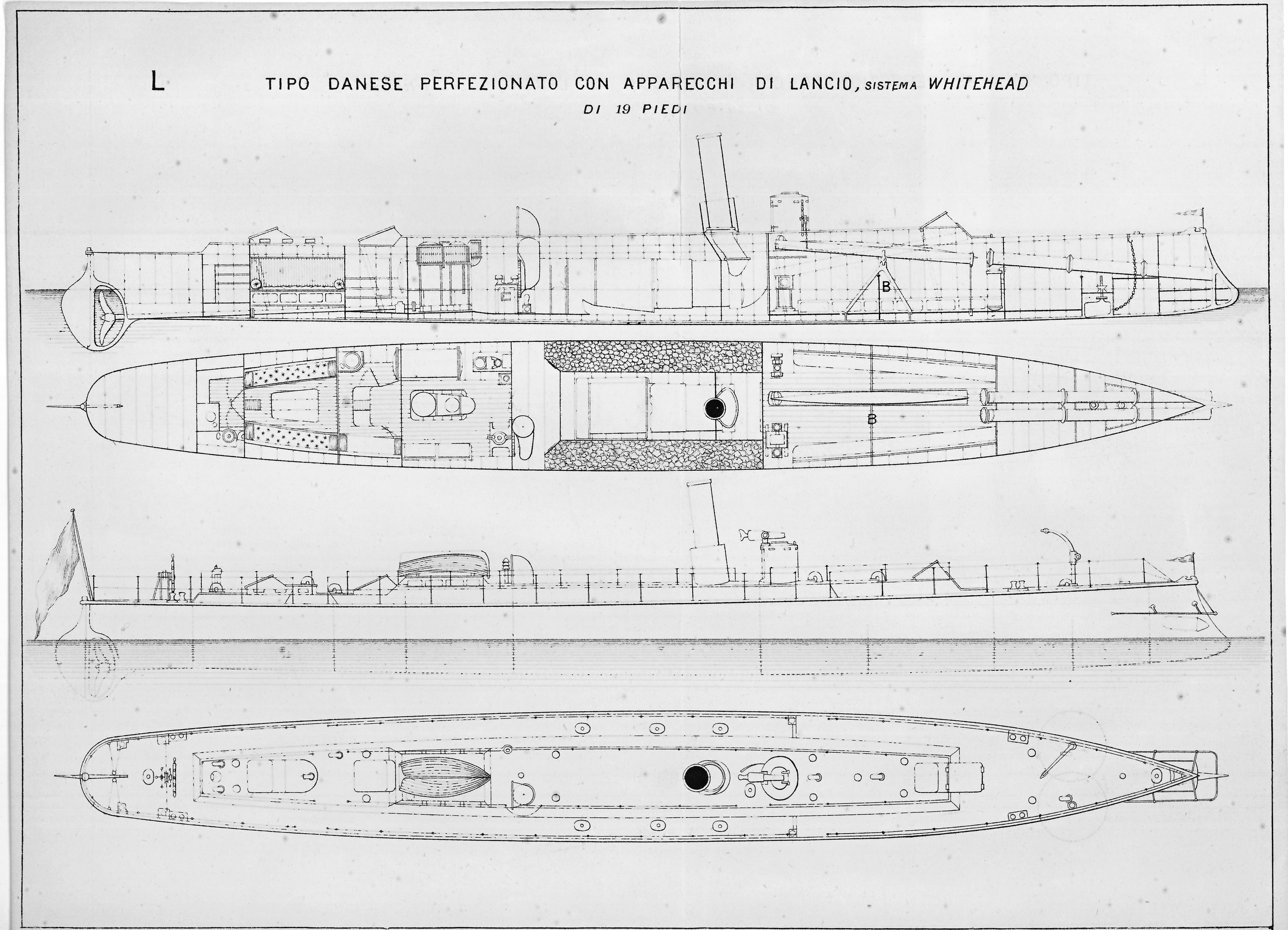
Rzuty okrętu

Okręt był torpedowcem o długości całkowitej 33,53 metra, szerokości całkowitej 3,66 metra i zanurzeniu 1,83 metra . Wyporność normalna wynosiła 49 ton, a pełna 58 ton . Okręt napędzany był przez pionową maszynę parową o mocy 600 KM, do której parę dostarczał jeden kocioł lokomotywowy . Maksymalna prędkość napędzanej jedną śrubą jednostki wynosiła 17 węzłów . Okręt zabierał 9 ton węgla.
Uzbrojenie artyleryjskie jednostki składało się z jednego pojedynczego rewolwerowego działka kalibru 37 mm M1875 L/17 . Okręt wyposażony był w dwie dziobowe wyrzutnie torped kal. 381 mm .
Załoga okrętu składała się z 15 oficerów, podoficerów i marynarzy .

## Służba
Torpedowiec nr 6 został przyjęty do służby w Kongelige Danske Marine w 1881 roku . W 1882 roku jednostce nadano nazwę „Sværdfisken” . W 1912 roku oznaczenie okrętu zmieniono na P1, a w 1916 roku na T1 . Jednostka została wycofana ze służby w 1919 roku .